# 堀川潭
堀川 潭（ほりかわ たん、1917年1月29日 - 1979年2月4日）は、日本の小説家。島根県益田市出身。本名・高橋義樹。

## 人物・来歴
日本大学芸術科卒。1944年海軍報道班員としてサイパン島従軍、グアム島で捕虜となり、ハワイ収容所に送られて1946年帰国。伊藤整の弟子となり、「新文化」「文学生活」などに小説を執筆。短編集「運命の卵」ほか。
「高橋潭」とすることもある。文藝春秋の編集者・高橋一清は甥。

## 著書
- 『運命の卵』芸文書院, 1957
- 『私たちの世界動物記 2　ライオン』高橋潭　三十書房, 1963
  - 『ライオン』 (わたくしたちの動物記) 盛光社, 1967.3
- 『玉砕島 太平洋戦争もう一つの証言』 (フロンティア・ブックス) 弘文堂, 1966 「悲劇の島 記者の見た玉砕島グアム」(光人社NF文庫)
- 『玉砕!グアム・サイパン』(Ein books. 日本人による日本人の秘録太平洋戦争ハイライトシリーズ) 学習研究社, 1972
- 『グアム島の生と死 元海軍報道班員の証言 横井庄一潜伏28年の周辺』綜合図書, 1972
- 『あ号作戦』図書出版社, 1978.10 「サイパン特派員の見た玉砕の島 米軍上陸前のマリアナ諸島の実態」 (光人社NF文庫)高橋義樹
- 『伊藤整氏との三十年』新文化社, 1980.2